# Receita (culinária)

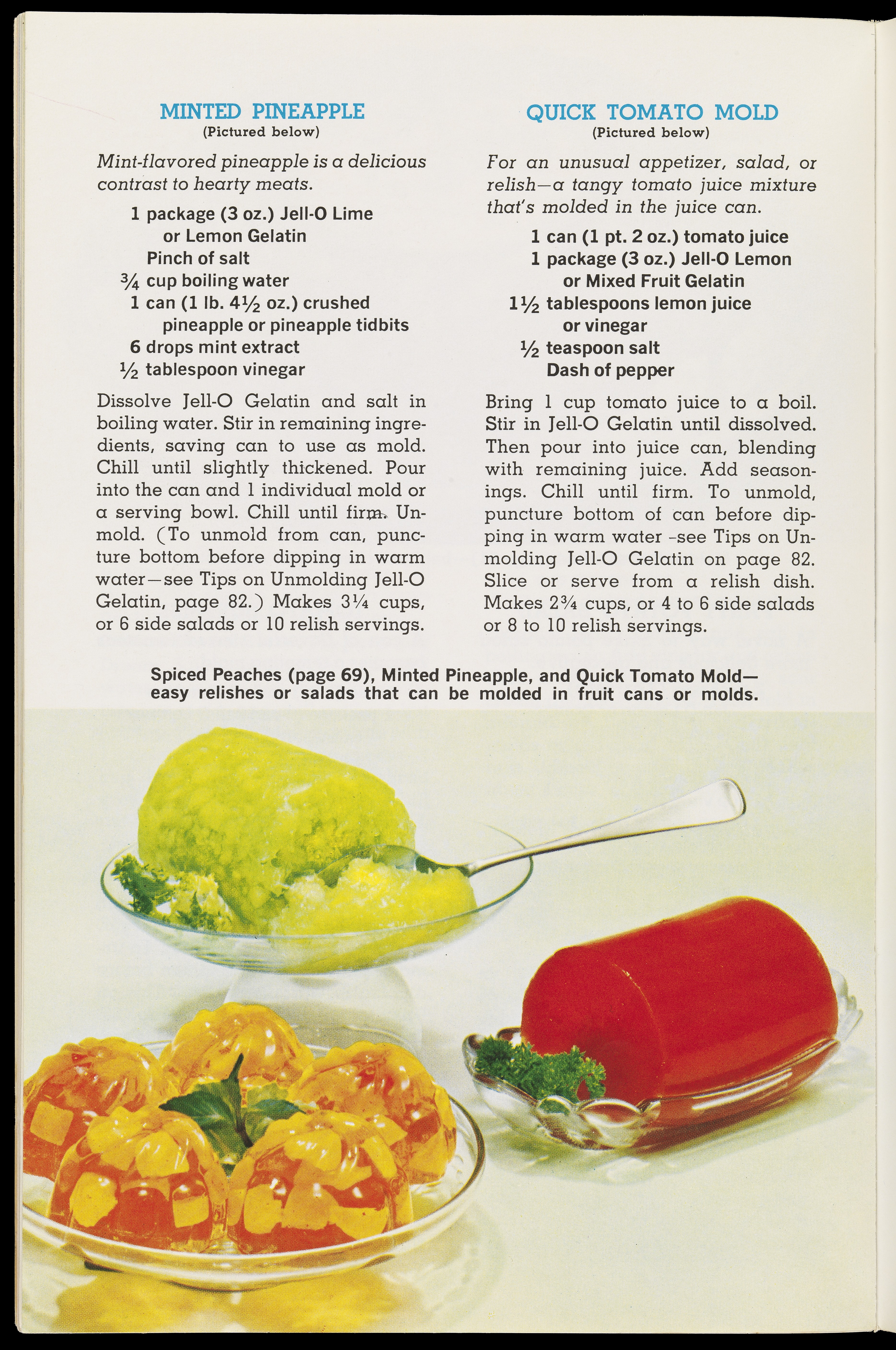
Página de um livro de receitas em inglês.

No âmbito da culinária, receitas são orientações que ajudam as pessoas a, passo a passo, prepararem pratos de comida. As receitas geralmente vêm com seus verbos no modo imperativo, para dar instruções de como preparar o prato. Logo, enquadram-se no grupo dos textos instrucionais. Elas são encontradas em diversas fontes, como livros, sites, programas de televisão, revistas ou até mesmo em jornais, panfletos e aplicações móveis dedicadas à culinária.